# Leonid Gazow
Leonid Pietrowicz Gazow (ros. Леонид Петрович Газов, ur. 15 kwietnia?/27 kwietnia 1898 we wsi Kurbatowo w guberni riazańskiej, zm. 9 listopada 1987 w Moskwie) – radziecki polityk, działacz partyjny i funkcjonariusz służb specjalnych.

## Życiorys
W 1918 ukończył gimnazjum w Riazaniu. W tym samym roku został członkiem RKP(b), od czerwca 1918 do lutego 1921 służył w Armii Czerwonej, później kierował Wydziałem Organizacyjnym Dagestańskiego Komitetu Obwodowego RKP(b). Od lutego 1922 do czerwca 1923 kierował Pododdziałem Agitacji i był zastępcą kierownika Wydziału Agitacyjno-Propagandowego Południowo-Wschodniego Biura KC RKP(b), od 7 czerwca 1923 do listopada 1925 był sekretarzem odpowiedzialnym Biura Organizacyjnego RKP(b) na Adygejski Obwód Autonomiczny, potem do 12 grudnia 1926 sekretarzem odpowiedzialnym Komitetu Obwodowego WKP(b) tego obwodu, a od grudnia 1926 do czerwca 1927 instruktorem Kubańskiego Komitetu Okręgowego WKP(b). Później pracował w organach OGPU ZSRR, zostając pełnomocnikiem jednego z oddziałów Zarządu Ekonomicznego OGPU ZSRR i następnie szefem Oddziału 6 tego Zarządu, potem był pomocnikiem naczelnika kolejno kilku oddziałów, a od 11 marca do 10 lipca 1934 szefem Oddziału VIII Zarządu Ekonomicznego OGPU ZSRR. Od 10 lipca do 15 października 1934 był szefem Oddziału VII i następnie Oddziału VIII Wydziału Ekonomicznego GUGB NKWD ZSRR, 11 grudnia 1935 otrzymał stopień kapitana bezpieczeństwa państwowego. Później pełnił w Wydziale Ekonomicznym GUGB ZSRR funkcje szefa Oddziału XI (od 3 maja do 10 września 1936) oraz szefa Wydziału IV i jednocześnie pomocnika szefa Wydziału (od 10 września do 28 listopada 1936), następnie przeszedł do Wydziału Kontrwywiadowczego/Wydziału III GUGB NKWD ZSRR jako pomocnik jego szefa, a od 23 lipca 1937 do 28 maja 1938 był szefem Zarządu NKWD obwodu kirowskiego. Następnie wrócił do pracy w organach partyjnych, obejmując funkcję I sekretarza Biura Organizacyjnego KC WKP(b) na Kraj Krasnodarski, od czerwca 1938 do 17 stycznia 1939 był I sekretarzem Krasnodarskiego Komitetu Krajowego WKP(b), potem pozostawał w dyspozycji KC WKP(b). Od lutego 1939 pracował w Ludowym Komisariacie Przemysłu Tekstylnego ZSRR (późniejszym Ministerstwie Przemysłu Tekstylnego ZSRR) jako zastępca zarządzającego sprawami, zarządzający sprawami i od kwietnia 1947 do lutego 1948 szef Departamentu Gospodarczego tego resortu. Od stycznia do maja 1949 był szefem Departamentu Gospodarczego Ministerstwa Przemysłu Lekkiego ZSRR, od czerwca 1949 do lipca 1953 szefem Zarządu Gospodarczego Pierwszego Głównego Zarządu przy Radzie Ministrów ZSRR, potem szef Departamentu Gospodarczego Ministerstwa Średniego Przemysłu Maszynowego ZSRR, w sierpniu 1959 przeszedł na emeryturę. Był deputowanym do Rady Najwyższej RFSRR 1 kadencji. Pochowany na Cmentarzu Kuncewskim.

## Odznaczenia
- Order Czerwonej Gwiazdy (22 lipca 1937)
- Order Czerwonego Sztandaru Pracy (dwukrotnie, 1951 i 1954)
- Order „Znak Honoru”
- Medal jubileuszowy „XX lat Robotniczo-Chłopskiej Armii Czerwonej” (22 lutego 1938)
- Odznaka Honorowego Funkcjonariusza Czeki/GPU (XV) (20 grudnia 1938)

I inne.